# Emozioni
Druhé Battistiho album Emozioni navázalo na úspěch prvního. Na prvním místě se v prodeji v Itálii udrželo o dva týdny déle, tedy 11 týdnů a stalo se čtvrtým nejlépe prodávaným v roce 1971. Vydáno ve vydavatelství Ricordi.
Acqua azzurra, acqua chiara a Fiori rosa, fiori di pesco vyhrály roku 1970 Festivalbar

## Seznam skladeb
V závorce je uveden počet hvezdiček dle CROSBOSP.
1. Fiori rosa, fiori di pesco 3:16 (5)
2. Dolce di giorno 2:38 (4)
3. Il tempo di morire 5:40 (4)
4. Mi ritorni in mente 3:41 (6)
5. 7 e 40 3:32 (5)
6. Emozioni 4:44 (5)
7. Dieci ragazze 2:54 (7)
8. Acqua azzurra, acqua chiara 3:36 (6)
9. Era 2:56 (5)
10. Non è Francesca 3:40 (5)
11. Io vivrò (senza te) 3:53 (5)
12. Anna 4:37 (5)